# Gabriel Yorke
Carl di Gabriel Yorke je americký herec. Známý z herecké role ve filmu Kanibalové.

## Filmografie
- Přejezd Kassandra (1976)
- Kanibalové (1979)
- Lancelot (1984) (TV seriál)
- Dynastie (1984) (TV seriál)
- Civil Wars (1992) (TV seriál)
- Jackova ukolébavka (1993)
- Apollo 13 (1995)

V současnosti žije v jižní Itálii a je rozvedený.